# Liste der Kulturdenkmale der Sonneberger Ortsteile
Die  Liste der Kulturdenkmale der Sonneberger Ortsteile führt die Kulturdenkmale der Ortsteile der südthüringischen Kreisstadt Sonneberg, Bettelhecken, Eschenthal, Haselbach (mit Hohenofen und Vorwerk), Hasenthal, Hönbach, Hüttengrund (mit Blechhammer), Hüttensteinach, Köppelsdorf, Malmerz, Mürschnitz, Neufang, Oberlind, Spechtsbrunn, Steinach und Unterlind auf.
Grundlage dieser Liste ist das Buch Denkmaltopographie Bundesrepublik Deutschland – Kulturdenkmale in Thüringen / Landkreis Sonneberg von Thomas Schwämmlein mit dem 30. Mai 2005 als Stand der Erfassung. Die folgenden Angaben ersetzen nicht die rechtsverbindliche Auskunft der Denkmalschutzbehörde.

## Einzeldenkmale

### Bettelhecken
| Bild            | Bezeichnung | Lage                            | Datierung | Beschreibung | ID |
| --------------- | ----------- | ------------------------------- | --------- | --- | -- |
| Fotos hochladen | Gehöft      | Bettelhecker Straße 128 (Karte) |           | Das Gehöft, bestehend aus Wohnhaus mit anschließendem Stall- und Nebengebäude, wurde 1910 errichtet. Das giebelständige Wohnhaus mit einem Satteldach ist mit dem mittig auf der Traufseite angeordnete Hauseingang, Fluranordnung und rückwärtig anschließendem Stallbereich für die Region und Zeit beispielhaft gestaltet. Es hat ein Kellergeschoss aus Sandsteinmauerwerk, ein Erdgeschoss in Ziegelmauerwerk und Sandsteingliederung sowie ein Fachwerk-Obergeschoss, das mit zweifarbigem Schablonenschiefer mit Zierformen verkleidet ist. |    |
| Fotos hochladen | Gedenkstein | Hallstraße (Karte)              |           | Der Gedenkstein erinnert an den Todesmarsch von vermutlich 467 Häftlingen des KZ Außenkommandos Sonneberg. Die Häftlinge arbeiteten in der Maschinenfabrik Reinhardt und wurden Anfang April in Richtung Tschechien geschickt. Nur wenige überlebten den Marsch. Die SED-Kreisleitung Sonneberg ließ 1982 den Gedenkstein aufstellen. |    |

### Blechhammer
| Bild            | Bezeichnung                 | Lage                                                      | Datierung | Beschreibung | ID |
| --------------- | --------------------------- | --------------------------------------------------------- | --------- | --- | -- |
| Fotos hochladen | Wegweiser- und Distanzsäule | Untere Gräfenthaler Straße (bis 2015 Gräfenthaler Straße) |           | Am Abzweig der Kreisstraße 32 nach Haselbach von der Landesstraße 1150 steht die Wegweiser- und Distanzsäule aus Sandstein. Sie stammt aus der zweiten Hälfte des 19. Jahrhunderts und ist mit Richtungspfeilen sowie Entfernungsangaben nach Haselbach, Sonneberg und Gräfenthal versehen. |    |
| Fotos hochladen | ehemaliges Schulhaus        | Alte Schulstraße 4 (bis 2015 Schulstraße) (Karte)         |           | Das ehemalige Schulhaus entstand 1898/99 nach Plänen des Sonneberger Baumeisters Bernhard Brückner am Osthang des Loosbrands. 1950 wurde das Gebäude erweitert und in den 1970er Jahren der Schulbetrieb eingestellt. Es folgte eine Nutzung als Kulturhaus mit Gaststätte. Der zweigeschossige Massivbau hat ein Sockelgeschoss mit einer Fassade aus Grauwacke mit Sandsteingliederungen. Die Obergeschosse besitzen eine Ziegelfassade. Den oberen Abschluss bildet ein ausgebautes Walmdach mit einem Dachreiter, in dem eine Stahlglocke hängt. Die symmetrisch gestaltete Ostfassade ist durch einen leicht vorstehenden Mittelrisalit mit dem Haupteingang, durch Pfeiler und Dreiecksgiebel eingerahmt, und ein Sgraffito-Bogenfeld mit dem sächsischen Wappen und der Inschrift „Gemeinde-Schule 1899“ gekennzeichnet. |    |
| Fotos hochladen | Eisenhammerwelle            | Steinacher Straße                                         |           | Die Eisenhammerwelle wurde 1929 bei Ausgrabungsarbeiten auf dem Gelände des ehemaligen Puddlingseisenwalzwerkes Bernhardshütte gefunden. Sie entstand um 1840 und wurde 1934 als technisches Denkmal von der nationalsozialistischen Bewegung aufgestellt. Die Riesenwelle wurde in einer Übergangszeit, als eiserne Maschinenbauteile die aus Holz ersetzten, hergestellt. |    |
| Fotos hochladen | Gedenktafel                 | Steinacher Straße 233 (bis 2015: 33) (Karte)              |           | Die Gedenktafel erinnert an den Todesmarsch von vermutlich 467 Häftlingen des KZ Außenkommandos Sonneberg. Die Häftlinge arbeiteten in der Maschinenfabrik Reinhardt und wurden Anfang April in Richtung Tschechien geschickt. Nur wenige überlebten den Marsch. Die SED-Kreisleitung Sonneberg ließ 1982 die Gedenktafel anbringen. |    |

### Eschenthal
| Bild            | Bezeichnung | Lage     | Datierung | Beschreibung | ID |
| --------------- | ----------- | -------- | --------- | --- | -- |
| Fotos hochladen | Grabstein   | Friedhof |           | Zwei Häftlinge des KZ Außenkommandos Sonneberg wurden auf dem Todesmarsch von Sonneberg in Richtung Tschechien am 4. April 1945 bei Eschenthal erschossen und verscharrt. Nach ihrem Fund am 19. Juli 1945 wurden sie auf dem Friedhof bestattet. Der Grabstein, ein Natursteinblock, trug früher eine Tafel mit der Inschrift „Die Toten mahnen“. |    |

### Haselbach
| Bild                           | Bezeichnung      | Lage             | Datierung | Beschreibung | ID |
| ------------------------------ | ---------------- | ---------------- | --------- | --- | -- |
| weitere Bilder Fotos hochladen | Friedhofskapelle | Friedhof (Karte) |           | Die evangelische Friedhofskapelle entstand 1924/25 in neuklassizistischen Formen. Die Gemeinde Haselbach verfolgte ab 1922 am Friedhof den Bau einer Leichenhalle mit angeschlossener Kapelle für Gottesdienste, wofür die Thüringer Evangelische Kirche ein Darlehen gewährte. Der Bauverwalter Friedrich Gläser aus Steinach entwarf eine Leichenhalle mit einem großen Andachtsraum, der auch für Gottesdienste nutzbar war, mit einer Sakristei und einem Choraufgang. Mitte der 1970er Jahre folgte eine Innenrenovierung. Eine fehlende Instandsetzung von Dach und Außenwände führte ab 1988 zu einer Schließung der Kapelle. 1992 konnte das Gotteshaus nach einer umfangreichen Sanierung wieder eingeweiht werden. Der Massivbau hat ein Satteldach mit einem mittigen, kreuzbekröntem Dachreiter. Die nördliche Giebelseite ist durch eine Apsis gekennzeichnet, die östliche Traufseite durch einen flachen Anbau, die Leichenhalle. Die beiden anderen Gebäudeseiten mit den Eingangsportalen gliedern Lisenen, Architrave und Dreiecksgiebel. |    |

### Hasenthal
| Bild            | Bezeichnung                    | Lage                                                     | Datierung | Beschreibung | ID |
| --------------- | ------------------------------ | -------------------------------------------------------- | --------- | --- | -- |
| Fotos hochladen | Wohnstallhaus                  | Saalfelder Straße 26 (Karte)                             |           | Gemäß einer Bezeichnung am Sturzriegel einer Tür stammt das Wohnstallhaus wohl aus dem Jahr 1753. Dendrochronologische Untersuchungen deuten auf einen Umbau im Jahr 1790. 1955 wurde die in Blockbauweise gebaute Holzkonstruktion des Stallbereiches durch ausgeklotztes Fachwerk, entsprechend dem Wohnbereich, ersetzt. Den eingeschossigen Fachwerkbau prägen ein Sockelgeschoss mit ausgeklotztem Gefache, verschieferte Giebel und ein ausgebautes, verschiefertes Satteldach. Der für die Region typische Grundriss ist durch einen Hauseingang auf der Traufseite und einen Flur zwischen Wohn- und Stallbereich gekennzeichnet. |    |
| Fotos hochladen | Gedenktafel                    | Rödelbergsstraße 4 (bis 2015 Steinacher Straße) (Karte)  |           | Die Gedenktafel erinnert an den Todesmarsch von vermutlich 467 Häftlingen des KZ Außenkommandos Sonneberg. Die Häftlinge arbeiteten in der Maschinenfabrik Reinhardt und wurden Anfang April in Richtung Tschechien geschickt. Nur wenige überlebten den Marsch. Die SED-Kreisleitung Sonneberg ließ 1982 die Gedenktafel anbringen. |    |
| Fotos hochladen | ehemaliges Forsthaus           | Rödelbergsstraße 32 (bis 2015 Steinacher Straße) (Karte) |           | Das ehemalige Forsthaus wurde 1925/26 gebaut und ist für die Region beispielhaft. Das zweigeschossige, giebelständige Gebäude hat ein Kellergeschoss aus Naturstein. Die Fassade der Obergeschosse des Fachwerkbaus und das Satteldach sind verschiefert, Giebel verschalt. Rechtwinklig zum Haupthaus steht ein Nebengebäude, ursprünglich der Stall, mit einem Laubengang. |    |
| Fotos hochladen | Griffelschieferbruch Langebach | Am Bruch 1                                               |           | Am Griffelschieferbruch Langebach ließ nach der Verstaatlichung 1891 die Verwaltung der herzoglichen Griffelbrüche von Sachsen-Meiningen zwischen 1903 und 1906, nach einem Entwurf des Domänenbaumeisters Hermann Schubert aus Meiningen, eine Großhütte errichten. Sie diente der industriellen Weiterverarbeitung des gebrochenen Griffelschiefers zu Schreibgriffeln. 1952 endete die Produktion und das Anwesen wurde als Kindererholungseinrichtung genutzt. Nach 1990 folgte eine Gaststätte, nach einem Leerstand eine private Nutzung. Das zweigeschossige Hauptgebäude ist ein Massivbau mit einer Fassade aus Bruchsteinmauerwerk im Erdgeschoss und aus Ziegelsteinmauerwerk im Obergeschoss. Den oberen Abschluss bildet ein Mansardgiebeldach. Daneben steht ein eingeschossiger Flachbau mit Oberlichtöffnung, der der Produktion diente. Nördlich von der Großhütte liegen der ehemalige Tagebau und Stollenanlagen, östlich die Halde. |    |
| Fotos hochladen | Flößteich                      | Langebachsgrund (Karte)                                  |           | Der ehemalige Flößteich entstand 1737 für die Scheitholzflößerei, wie andere Flößteiche in den Seitentälern der Steinach seit 1569. Dazu wurde der Langebach, ein Zufluss der Ölse, die in die Engnitz und schließlich die Steinach mündet, durch einen Erddamm mit Lehmabdichtung aufgestaut. Für die Flößerei wurde der Teich bis 1877 genutzt. |    |

### Hohenofen
| Bild            | Bezeichnung               | Lage                         | Datierung | Beschreibung | ID |
| --------------- | ------------------------- | ---------------------------- | --------- | --- | -- |
| Fotos hochladen | Tafelglashütte Marienthal | Hohenofener Straße 1 (Karte) |           | Mit dem Bau der Tafelglashütte Marienthal beim Dorf Hohenofen in den Jahren 1828/29 entstand oberhalb der Hütte das Herrenhaus. Um 1900 wurde es mit einem Saalanbau zu einer Gaststätte umgebaut. Der zweigeschossige Fachwerkbau steht auf einem hohen Sockel und hat eine verschieferte Fassade sowie ein Satteldach. Die symmetrische Südfassade ist durch einen Mittelrisalit und beidseitig oktonale Ecktürme mit Zeltdächern gegliedert. Die baugebundene Ausstattung ist noch weitgehend erhalten. Dies gilt auch für den Saalanbau mit seinen Jugendstilformen, wo unter anderem eine zweiflügelige Verbindungstür zum Herrenhaus Ätzglasfüllungen mit allegorischen Darstellungen der vier Jahreszeiten aufweist. |    |

### Hönbach
| Bild            | Bezeichnung      | Lage                        | Datierung | Beschreibung | ID |
| --------------- | ---------------- | --------------------------- | --------- | --- | -- |
| Fotos hochladen | Friedhofskapelle | Wildenheider Straße (Karte) |           | 1949 entstand nach Plänen von Rudolf Jäger und Viktor Koch im Stil der nationalen Tradition die Friedhofskapelle auf dem von der Stadt Sonneberg in Hönbach 1948 neu angelegten kommunalen Friedhof. Das massive Gebäude ist durch ein steiles, schiefergedecktes Satteldach gekennzeichnet. Ein polygonaler Altarraumanbau, ein Segmentbogenportal sowie ein Anbau mit aufgesetztem Dachreiter und einer Bronzeglocke aus dem Jahr 1952 sind weitere Merkmale der Kapelle. Der Friedhof lag zwischen dem Grenzsignal- und Sperrzaun und dem Grenzzaun an der innerdeutschen Grenze. Ein Besuch war nur nach vorheriger Anmeldung möglich. |    |

### Hüttensteinach
| Bild            | Bezeichnung             | Lage                         | Datierung | Beschreibung | ID |
| --------------- | ----------------------- | ---------------------------- | --------- | --- | -- |
| Fotos hochladen | Villa                   | Spitzbergstraße 3 (Karte)    |           | Die repräsentative Villa ließ sich der Hüttensteinacher Porzellanfabrikant Carl Günther Schoenau nach Plänen von Albert Schmidt 1883/84 an der Südwestflanke des Spitzberges in exponierter Lage errichten. Der dreigeschossige Massivbau hat im Erdgeschoss eine Fassade aus Grauwacke die an den Hauskanten von bossierten Quadern gefasst ist. In den Obergeschossen ist die Fassade durch Ziegelsteine mit Sandsteingliederungen gekennzeichnet. Ein ausgebautes Krüppel-/Halbwalmdach mit einem Dachreiter bildet den oberen Abschluss. Das Gebäude ist durch einen turmartigen Anbau an der Südfassade, einen polygonalen Treppenhausrisalit an der Nordfassade und einen von Arkaden sowie von einem Holzdach begrenzten Treppenzugang an der Ostfront gegliedert. Der turmartige Anbau hat einen oktogonalen Grundriss und ein Zeltdach. Das Obergeschoss ist durch eine Verglasung und eine Balustrade mit Steinsäulen erkerartig ausgebildet. Die bauzeitliche Ausstattung mit Holzreliefs als Türbekrönungen des Wohnzimmers und umfangreichen Holzeinbauten im Familienzimmer weisen in Neurenaissanceformen auf. Felsenkeller im Osthang des Spitzberges ersetzen das fehlende Kellergeschoss. |    |
| Fotos hochladen | Wohn- und Geschäftshaus | Steinacher Straße 88 (Karte) |           | Das Wohn- und Geschäftshaus wurde 1903 errichtet. Der zweistöckige Massivbau steht auf einem Sockel aus Grauwacke und hat ein ausgebautes Satteldach mit einem Kniestock. Die Fassade besteht aus roten und ockerfarbenen Verblendsteinen und wird an der Straßenfront mittig durch einen Balkon und ein Zwerchhaus, mit dem Baujahr durch Zahlenanker verziert, gegliedert. |    |

### Köppelsdorf
| Bild            | Bezeichnung                                  | Lage                                | Datierung | Beschreibung | ID |
| --------------- | -------------------------------------------- | ----------------------------------- | --------- | --- | -- |
| Fotos hochladen | Gehöft                                       | Friedrich-Engels-Straße 175 (Karte) |           | bezeichnet 1851 und 1901 |    |
| Fotos hochladen | Hauptgebäude der ehemaligen Engelhardt-Mühle | Friedrich-Engels-Straße 180 (Karte) |           | verschieferter Fachwerkbau mit Mansardwalmdach, bezeichnet 1812 |    |
| Fotos hochladen | Villa                                        | Köppelsdorfer Straße 151 (Karte)    |           | Massivbau mit Walmdach, um 1900 |    |
| Fotos hochladen | Villa                                        | Köppelsdorfer Straße 197a (Karte)   |           | , Massivbau mit Walmdach, um 1890, wohl von Albert Schmidt |    |
| Fotos hochladen | Glocken- und Uhrturm                         | Neuhäuser Straße 3 (Karte)          |           | wohl 1883, mit Ausstattung |    |
| Fotos hochladen | Gedenktafel                                  | Neuhäuser Straße 3                  |           | Die Gedenktafel erinnert an den Todesmarsch von vermutlich 467 Häftlingen des KZ Außenkommandos Sonneberg. Die Häftlinge arbeiteten in der Maschinenfabrik Reinhardt und wurden Anfang April in Richtung Tschechien geschickt. Nur wenige überlebten den Marsch. Die SED-Kreisleitung Sonneberg ließ 1982 die Gedenktafel anbringen. |    |
| Fotos hochladen | Grabstätten der Familien Diez und Dressel    | Friedhof                            |           | Grabstätten der Familien Diez und Dressel (um 1872), Familie Armand Marseille (um 1925) und Familie Ernst Heubach (um 1927) |    |

### Malmerz
| Bild            | Bezeichnung | Lage                        | Datierung       | Beschreibung                                                     | ID |
| --------------- | ----------- | --------------------------- | --------------- | ---------------------------------------------------------------- | -- |
| Fotos hochladen | Gehöft      | Malmerzer Straße 21 (Karte) | 19. Jahrhundert |                                                                  |    |
| Fotos hochladen | Obere Mühle | Malmerzer Straße 31 (Karte) |                 | Ehemalige Mühle, 16. bis 20. Jahrhundert                         |    |
| Fotos hochladen | Wohnhaus    | Malmerzer Straße 48 (Karte) |                 | Massiv- und Fachwerkbau mit Satteldach, bezeichnet 1824 und 1834 |    |

### Mürschnitz
| Bild            | Bezeichnung                | Lage                 | Datierung | Beschreibung | ID |
| --------------- | -------------------------- | -------------------- | --------- | --- | -- |
| Fotos hochladen | Teufelsbachtal-Viadukt     | Flurteil Teufelsbach |           | Das Teufelsbachtal-Viadukt wurde 1909 im Rahmen des Baus der eingleisigen Bahnstrecke Eisfeld–Sonneberg als mit Sandstein-Rustika verkleidete Bruchsteinkonstruktion mit 5500 Kubikmeter Sandstein errichtet. Im April 1945 sprengte die Wehrmacht die beiden östlichen Gewölbe. 1947 war das Bauwerk wiederhergestellt. 1966/67 folgte eine Instandsetzung. Das im Grundriss gekrümmte Viadukt ist 171 Meter lang und überspannt mit acht Gewölben von je 17 Meter lichter Weite den Teufelsgraben. Die Pfeiler sind durch Werksteingesime in Kämpferhöhe, wappenförmige Blendfelder und verblendete Spargewölbe in den Bogenzwickeln gegliedert. |    |
| Fotos hochladen | Wegweiser und Distanzstein | Hallgrund            |           | Wegweiser und Distanzstein, Mitte 19. Jahrhundert |    |

### Neufang
| Bild                           | Bezeichnung          | Lage                        | Datierung | Beschreibung | ID |
| ------------------------------ | -------------------- | --------------------------- | --------- | --- | -- |
| weitere Bilder Fotos hochladen | Sternwarte Sonneberg | Sternwartestraße 32 (Karte) |           | Die Sternwarte Sonneberg wurde 1925 auf Initiative von Cuno Hoffmeister errichtet und am 28. Dezember 1925 eingeweiht. |    |

### Oberlind
| Bild                           | Bezeichnung                                         | Lage                            | Datierung | Beschreibung | ID |
| ------------------------------ | --------------------------------------------------- | ------------------------------- | --------- | --- | -- |
| Fotos hochladen                | Gartenschule                                        | Ackerstraße 15 a und c          |           | Die Gartenschule wurde 1909 errichtet und dient heute der Staatlichen Grundschule Sonneberg-Oberlind als Hortgebäude. Das zweigeschossige Schulhaus hat ein Natursteinsockelgeschoss auf dem eine Ziegelsteinfassade steht, die durch Kolossallisenen, Fensterreihung und Putzfelder symmetrisch gegliedert ist. Die Vorderfront prägt ein Mittelrisalit mit einem Schweifgiebel und dem Haupteingang. An der Rückfront ist ein Treppenhausrisalit und ein anschließendes Toilettengebäude vorhanden. Den oberen Abschluss bildet ein ausgebautes Krüppelwalmdach. Gegenüber vom Schulgebäude steht die Turnhalle, die 1928/29 im Stil des Neuen Bauens nach Plänen von Franz Boxberger und Ernst Herbart entstand. Der eingeschossige Massivbau hat ein Walmdach und wird von einer Felderdecke mit Holzbalken und Nebenträger überspannt. |    |
| Fotos hochladen                | Wohnhaus                                            | Johann-Sebastian-Bach-Straße 7  |           | Schon 1573 existierte Vorgängerbau, der im 17./18. Jahrhundert umfangreich umgebaut wurde und in der ersten Hälfte des 19. Jahrhunderts seine aktuelle Gestalt erhielt. Ab 1896 waren in dem Wohnhaus Lehrerwohnungen untergebracht. Der zweigeschossige Massiv- und Fachwerkbau hat ein ausgebautes Satteldach und steht auf einem Sockel aus Sandsteinquadern. Die Holzecklisenen im Erdgeschoss zieren Eckbänderungen. |    |
| Fotos hochladen                | Marktschule                                         | Johann-Sebastian-Bach-Straße 9  |           | Die repräsentative Marktschule ließ die Gemeinde Oberlind 1890/91 nach Plänen von Albert Schmidt errichten. 1991/92 folgte eine Erweiterung an der Rückfront. Das Gebäude beherbergt heute die Staatliche Grundschule Sonneberg-Oberlind. Das zweigeschossige Schulhaus hat einen Natursteinsockel auf dem eine Ziegelsteinfassade mit Sandsteingliederungen steht. Den oberen Abschluss bildet ein schiefergedecktes Satteldach. Die entsprechend dem Straßenverlauf im Grundriss gekrümmte Hauptfassade ist symmetrisch gegliedert und durch Rundbögen bei den Fenstern, Portalen und Gesimsen geprägt. In der Fassadenmitte steht ein dreigeschossiger, polygonaler Turm mit einer Welschen Haube und einer Laterne. Im Turm sind eine zweigeschossige, von einem Sterngewölbe überspannte Vorhalle mit einem anschließenden Treppenhaus vorhanden. Den seitlichen Abschluss der Hauptfassade bilden Eckrisalite, deren Giebel das Wappen der Wettiner beziehungsweise der Stadt Oberlind ziert. |    |
| Fotos hochladen                | Gedenktafel                                         | Johann-Sebastian-Bach-Straße 9  |           | Die Gedenktafel erinnert an den Todesmarsch von vermutlich 467 Häftlingen des KZ Außenkommandos Sonneberg. Die Häftlinge arbeiteten in der Maschinenfabrik Reinhardt und wurden Anfang April in Richtung Tschechien geschickt. Nur wenige überlebten den Marsch. Die SED-Kreisleitung Sonneberg ließ 1982 die Gedenktafel anbringen. |    |
| Fotos hochladen                | ehemaliges Rathaus                                  | Johann-Sebastian-Bach-Straße 15 |           | Das Gebäude entstand 1907/08 für die Stadt Oberlind als Rathaus nach Plänen von Ernst Kessel und Söhne. Die Hälfte des Hauses nutzte die Reichspost mit einem Postamt. Im Jahr 2000 folgte eine Instandsetzung und der Umbau zum Wohnhaus. Das zweigeschossige ehemalige Rathaus hat ein Natursteinsockelgeschoss auf dem eine repräsentative Ziegelsteinfassade mit Sandsteingliederungen steht. Den oberen Abschluss bildet ein schiefergedecktes, ausgebautes Mansarddach mit Schopf. Die vierachsige Straßenfassade ist symmetrisch gegliedert, wobei die risalitartige Mitte durch einen geschweiften Knickgiebel und das Eingangsportal mit einer Freitreppe betont wird. |    |
| Fotos hochladen                | Wohnhaus                                            | Johann-Sebastian-Bach-Straße 16 |           | Das Wohnhaus wurde vor 1723 als sogenanntes Tropfhaus neben einem Rittergut errichtet. Ende des 19. Jahrhunderts veranlasste der Kaufmann Christian Schindhelm einen Umbau, wobei ein Laden eingebaut und an der Rückfront ein Gutsgebäude als Anbau integriert wurde. Das zweigeschossige Traufseithaus ist ein Fachwerkbau, der auf einem Sockel steht und ein Krüppelwalmdach hat. Die Fassade ist verputzt oder verschiefert. Über ein Podest mit beidseitigen Treppen und mit einem schmiedeeisernen Ziergeländer ausgestattet wird der höher liegende Hauseingang erschlossen. Das separat stehende Nebengebäude ist ein Ziegelsteinbau mit einem Satteldach. |    |
| weitere Bilder Fotos hochladen | Kirche St. Aegidien                                 | Kirchwallstraße 15 (Karte)      |           | Die evangelisch-lutherische Kirche St. Aegidien besteht in ihrem Kern aus einem Vorgängerbau, der 1455 durch einen spätgotischen Bau ersetzt oder erweitert wurde. Der Turm wurde 1617 aufgestockt und erhielt seine heutige Form mit Spitzhelm und vier Erkertürmchen. 1697 folgte die Erhöhung des Langhauses und der Einbau der Emporen sowie einer Holztonne mit einem Halbwalmdach als Dachkonstruktion. Zusätzlich wurde an der Südseite ein Treppenturm mit Welscher Haube und Laterne errichtet. Im 19. Jahrhundert wurden Teile der Kirche gotisiert. Nach dem Ersatz des hölzernen Treppenturmes durch eine massive Konstruktion im Jahr 1900 folgten von 1912 bis 1914 Umbauten an der Orgel, den Langhausfenstern, die Spitzbögen erhielten, und am Dach, das als Mansarddach mit einem Aufbau für den Orgelraum an der Westseite gestaltet wurde. Die Saalkirche mit Chorturm hat einen eingezogenen Chor mit einem Kreuzgratgewölbe. Die Emporen haben bemalte Brüstungen. Sie sind an den Seitenwänden des Langhauses vier- und an der Westseite dreigeschossig und werden von einer tonnengewölbten Felderdecke mit Malereien im Stuckrahmen überspannt. Die Wehrmauer besteht aus einem Quadermauerwerk mit Sandstein. Sie stammt im Kern aus dem 15. Jahrhundert und wurde im 16. Jahrhundert erweitert. |    |
| Fotos hochladen                | Wohn- und Geschäftshaus                             | Köppelsdorfer Straße 95         |           | Das Wohn- und Geschäftshaus mit Einfriedung und Lagerhaus entstand 1923/24 für den Stuckateurmeister Albin Reimann nach Plänen von Franz Boxberger und Ernst Herbart aus Sonneberg. Der zweigeschossige Massivbau mit ausgebautem, schiefergedecktem Walmdach hat eine symmetrisch gegliederte Putzfassade. Die Straßenfront ist durch ein mittiges Zwerchhaus und vier Fensterachsen mit Reliefs in den Zwischenfeldern gekennzeichnet. Die Bauornamentik im Stil des Art déco mit Figurendarstellungen ist außen und innen mehrfach vorhanden. Der Hauseingang mit Windfang und Treppe befindet sich an der Rückfront. Die ehemaligen Geschäftsräume im Erdgeschoss sind über einen separaten Zugang in der Westseite, durch ein Relief mit Stukateurswerkzeug verziert, erschlossen. |    |
| Fotos hochladen                | Kreuzstein                                          | Langer Weg 2                    |           | Der ungleichmäßig und grob zugehauene Stein aus Sandstein mit viereckigem Querschnitt und gerundeter Scheitelfläche ist ein stark verwitterter Kreuzstein. Der Sage nach soll hier eine Frau, die des Kindsmordes angeklagt war und durch das Tragen des Steines vom Steinbruch bis Oberlind von der Todesstrafe hätte befreien können, unter der Last des Steines zusammengebrochen sein. |    |
| Fotos hochladen                | Wohnhaus                                            | Oberlinder Straße 121           |           | Bei dem um 1900 entstandenen Wohnhaus handelt es sich um einen zweistöckigen Massivbau mit einem ausgebauten Mansarddach mit Schopf. Die Fassade ist durch einen rustizierten Sockel und ockerfarbene Verblendsteine mit roten Sandsteingliederungen gekennzeichnet. Die symmetrische Straßenfront mit eingefassten Fenstern prägt ein Mittelrisalit mit einem Krüppelwalmdach mit Freigespärre. An der Nord-Westseite steht zurückgesetzt der Treppenhausrisalit, der einen Windfang und eine Haustür im Jugendstil hat. |    |
| Fotos hochladen                | Untere Brücke                                       | Untere Brücke                   |           | Die Untere Brücke überspannt an der Stelle einer alten Furt die Steinach mit drei Bögen. Das Sandsteinbauwerk entstand 1722. Es ist die älteste erhaltene Massivbrücke im Landkreis Sonneberg. Das Bauwerk ist auf Eichenpfählen gegründet und die Pfeiler haben oberstromseitig Vorköpfe als Eisbrecher. Das Geländer stammt von 1981. |    |
| Fotos hochladen                | Untere Mühle                                        | Unterlinder Straße 38           |           | Die Untere Mühle geht auf ein Hammerwerk aus dem Jahr 1441 zurück. Ab 1601 folgte eine Nutzung als Mahl-, Schlag- und Walkmühle. Nach einem Brand wurde 1652 ein Neubau errichtet, der 1811 um eine Schneidmühle und das Haupthaus erweitert wurde. Die Schneidmühle stellte nach dem Zweiten Weltkrieg den Betrieb ein, die Mahlmühle im Jahr 2002. Das Hauptgebäude ist ein zweigeschossiges Traufseithaus, das zum Mühlengraben ausgerichtet ist. Es hat ein Satteldach, ein verschiefertes Fachwerkobergeschoss und ein verputztes massives Erdgeschoss mit einer Bandquadrierung in der Straßenfront. |    |
| Fotos hochladen                | Grabstätte der Familie des Unternehmers Nikol Dorst | Friedhof                        |           | Die Grabstätte der Familie des Unternehmers Nikol Dorst entstand um 1930. Sie besteht aus einer Stele mit dem Porträt von Nikol Dorst und beidseitigen Grabsteinen. Die Grabstätte des Unternehmers Max Dorst stammt von 1931. Sie ist im Stil des Art déco gestaltet und ist durch eine dreigeteilte Wand aus Gusseisenplatten und zwei trauernde weibliche Figuren gekennzeichnet. Die Familie Schubert wurde für die 1940 verstorbenen Soldaten Heinz und Günter Schubert errichtet. Der Grabstein besteht aus schwarzem Granit und hat einen halbkreisförmigen Abschluss mit Adlerkopfrelief. |    |

### Spechtsbrunn
| Bild                           | Bezeichnung    | Lage                  | Datierung | Beschreibung | ID |
| ------------------------------ | -------------- | --------------------- | --------- | --- | -- |
| weitere Bilder Fotos hochladen | Matthäuskirche | Am Winterberg (Karte) | 1747      | Die evangelisch-lutherische Matthäuskirche steht im Zentrum des Ortes Spechtsbrunn. Sie geht in ihrem Kern auf eine Kapelle zurück, die im späten Mittelalter von der Pfarrei Marktgölitz betreut wurde. Die Kapelle ist durch eine Abbildung im Atlas des Geographen Paul Pfinzing von 1595 belegt. 1722 wurde die Pfarrei selbstständig und 1746/47 eine neue Kirche errichtet. 1790 folgte eine neue farbige Fassung des Innenraumes. Reparaturen mussten 1845 und 1851 durchgeführt werden. Im Rahmen einer umfassenden Kirchenrenovierung gestaltete 1911 Curt Steinberg das Gotteshaus innen farbenreich neu, wobei die ursprüngliche barocke Fassung konserviert, rekonstruiert und ergänzt wurde. Zusätzlich wurde eine neue Orgel von Sauer eingebaut. Etwa 17 Jahre dauerte die umfangreiche Sanierung, die Anfang der 1990er Jahre begann. Die Saalkirche trägt ein Mansarddach, das am Südwestgiebel durch einen Giebelturm mit oktogonaler Laterne und welscher Haube abgeschlossen wird. Darunter steht der Eingangsbau mit einem geschweiften Dach. Der Innenraum wird von einer Spiegeldecke mit einer Deckenmalerei überspannt. Eine zweigeschossige Empore steht an drei Wandseiten. |    |

### Steinbach
| Bild                           | Bezeichnung                                                           | Lage                      | Datierung | Beschreibung | ID |
| ------------------------------ | --------------------------------------------------------------------- | ------------------------- | --------- | --- | -- |
| weitere Bilder Fotos hochladen | Kirche St. Michael                                                    | Friedensstraße 64 (Karte) | 1906      | Die evangelisch-lutherische Kirche St. Michael wurde 1905/06 nach einem Entwurf des Saalfelder Baurates Karl Rommel errichtet. Zuvor hatten sich 1904 die Gemeinden Köppelsdorf, Steinbach, Hüttensteinach, Mönchsberg und Jagdshof vom Kirchspiel Oberlind getrennt und in der neuen Pfarrei Köppelsdorf vereint. Die neuromanische Saalkirche hat eine mit Schiefer gemauerte Außenwand, die durch Sandsteinelemente gegliedert ist, und schiefergedeckte Dächer. Das Langhaus mit seinen dreiseitigen Emporen wird von einer Holzdecke mit einem mehrfachen Sprengwerk unter einem Satteldach überspannt. Die gestelzte Apsis im Osten ist überwölbt. Der Turm, an der Südwestecke stehend, hat einen verschieferten Dachaufsatz mit Welscher Haube und einer kreuzbekrönten Laterne. In der kreuzbekrönten Westfassade ist das Hauptportal. Die bauzeitliche Bleiverglasung in den Apsis- und Emporenfenstern zeigt eine figürliche Glasmalerei. Die Orgel aus dem Jahr 1908 stammt von Wilhelm Sauer. Das benachbarte, zweigeschossige Pfarrhaus plante ebenfalls Karl Rommel. |    |
| Fotos hochladen                | Wohnstallhaus                                                         | Jagdshofer Straße 11      |           | Das einstöckige traufständige Wohnstallhaus stammt aus dem 19. Jahrhundert. Es hat ein Satteldach und unter dem Wohnbereich, der in Fachwerk ausgeführt ist, einen Keller mit einem Tonnengewölbe. Beim Stallbereich kam die Ständerbohlenbauweise mit waagrechten Bohlen zur Ausführung. Dort schließt sich eine Scheune mit Satteldach an. Die Außenwände sind durch Schablonenschiefer und Blechschindeln bzw. Vertikalschalung aus Holz gegen die Witterung geschützt. Die Dachdeckung wurde mit Ziegeln aus Oeslau ausgeführt. |    |
| Fotos hochladen                | Grabstätte der Familie des Porzellanfabrikanten Carl Günther Schoenau | Friedhof                  |           | Die Grabstätte der Familie des Porzellanfabrikanten Carl Günther Schoenau wurde um 1904 errichtet. Sie besteht aus einer Ädikula mit neuromanischen Säulen und Dreiecksgiebel sowie den Inschrifttafeln. Davor befindet sich eine über zwei Treppen erschlossene Terrasse unter der die Gruft liegt. Die Grabstätte der Familien von Berg und Hammerschmidt, die Spielwarenfabrikanten waren, entstand um 1924 im Stil des Art déco. Die Ädikula hat in der Nische eine Urne mit Tuchbehang und ein Kuppeldach mit einem Kreuz. Ein Metallzaun mit Blattreliefs fasst die Grabstätte ein. |    |

### Unterlind
| Bild                           | Bezeichnung       | Lage                  | Datierung | Beschreibung | ID |
| ------------------------------ | ----------------- | --------------------- | --------- | --- | -- |
| weitere Bilder Fotos hochladen | Schloss Unterlind | Ortsstraße 71 (Karte) |           | Das Schloss Unterlind geht auf ein Rittergut aus dem späten Mittelalter zurück. Das Gebäude entstand 1710 für den kaiserlichen Generalfeldzeugmeister Georg Hartmann von Erffa als repräsentativer Wohnsitz. 1890 erwarb der Sonneberger Kaufmann Gustav Luge das rund zwei Hektar große Anwesen, das 1946 testamentarisch auf die Caritas überging. Von 1947 bis 1999 wurde das Schloss als Alten- und Pflegeheim genutzt. Anschließend kaufte es ein Hamburger Unternehmer. Das Schloss ist ein auf einem Sockel stehender zweigeschossiger Massivbau mit einem ausgebauten, schiefergedeckten Walmdach. Die symmetrisch gegliederten Fassaden der Gebäudelängsseiten haben neun Fensterachsen. Die mittleren drei Achsen sind durch Zwerchhäuser mit Dreiecksgiebeln betont. Ein achteckiger Dachreiter mit Welscher Haube und Laterne sowie zwei Bronzeglocken ist in Gebäudemitte angeordnet. Von der baugebundenen Ausstattung sind unter anderem noch Stuckdecken vorhanden, die den Brüdern Bartolomeo und Carlo Domenico Luchese zugeschrieben werden, und im Wohnzimmer im Obergeschoss ein Kamin mit einer mit Trophäen verzierten Kartusche im Aufsatz. Eine Einfriedung aus Sandsteinquadern umgibt den Park mit seinem historischen Pflanzenbestand, der im 18. und 19. Jahrhundert gestaltet wurde. |    |

### Vorwerk
| Bild            | Bezeichnung         | Lage               | Datierung | Beschreibung | ID |
| --------------- | ------------------- | ------------------ | --------- | --- | -- |
| Fotos hochladen | ehemaliges Forstamt | Vorwerk 13 (Karte) |           | Das ehemalige Forstamt wurde im zweiten Viertel des 19. Jahrhunderts als Ersatzneubau mit einem umfangreichen Wirtschaftstrakt errichtet. Umbauten gab es 1923 nach einem Zimmerbrand. Der eingeschossige Massivbau steht auf einem hohen Kellergeschoss und hat ein ausgebautes Satteldach. Mittelrisalite gliedern die Ost- und Westfassade. Die Giebel sowie Tür- und Fenstereinfassungen haben neugotische Formen. Der Wirtschaftstrakt ist nördlich angebaut und größtenteils eine Fachwerkkonstruktion. |    |

Landesgrenzsteine des Herzogtums Sachsen-Meiningen, des Herzogtums Sachsen-Coburg und des Königreichs Bayern stehen auf einem Teil der Gemarkungsgrenzen von Bettelhecken, Hasenbach, Hönbach, Mürschnitz, Spechtsbrunn und Unterlind. Die Sachgesamtheit des Pläncknerschen Rennsteigs steht auf einem Teil der Gemarkungsgrenzen von Hasenthal und Spechtsbrunn.

## Bodendenkmale
- In der Gemarkung Neufang befindet sich am Westhang des Stadtberges ein spätmittelalterlicher und frühneuzeitlicher Wetzsteinbruch.
- Im Spechtsbrunner Arnsbachtal Hämmern gibt es die Wallanlage eines alten Schlosses.